# Quadrophenia
Quadrophenia er et album og en rockopera udgivet i 1973 af og med The Who. Det er gruppens andet store hovedværk i stil med Tommy, der udkom i 1969. 
Den handler om en gruppe mods i midttressernes England og deres kamp mod den anden store gruppe, rockerne. Historien er også om problemer og dilemmaer i ungdommen såsom kærlighed og stoffer, familierelationer og venskaber.
Quadrophenia er filmatiseret med bl.a. Sting i en hovedrolle – her er bare ikke alle sangene fra det oprindelige album med.